# مالك يوبا
مالك يوبا (بالإنجليزية: Malik Yoba)‏ مواليد 17 سبتمبر 1967 في برونكس، نيويورك، الولايات المتحدة، هو ممثل أمريكي بدأ مسيرته الفنية عام 1993.

## روابط خارجية
- مالك يوبا على موقع IMDb (الإنجليزية)
- مالك يوبا على موقع إن إن دي بي (الإنجليزية)
- مالك يوبا على موقع قاعدة بيانات الفيلم (الإنجليزية)